# ニュージーランド関係記事の一覧
ニュージーランド関係記事の一覧（ニュージーランドかんけいきじのいちらん）
- ニュージーランド出身の人物についてはニュージーランド人の一覧を参照

## 英数
- .nu - ニウエ島に割り当てられている国別コードトップレベルドメイン（ccTLD）
- .nz - 同国に当てられている国別コードトップレベルドメイン
- .tk - トケラウに割り当てられている国別コードトップレベルドメイン
- ANZSIC - 産業統計分類
- 1ドル硬貨 (ニュージーランド)
- 20セント硬貨 (ニュージーランド)
- 20ドル紙幣 (ニュージーランド)

## あ行
- オークランド国際空港 (ニュージーランド)
- オーストラリア・ニュージーランド銀行
- オーストラリア区

## か行
- カンタベリー地震 (2010年)
- キーウィ (鳥)
- 北島 (ニュージーランド) - 同国を構成する島の一部。読み方は「きたじま」であるが稀に「ほくとう」と読む場合がある

## さ行
- ジーランディア
- シルバー・ファーン（銀シダ）- ニュージーランドのシンボルの一つ
- スチュアート島

## た行
- タウマタファカタンギハンガコアウアウオタマテアポカイフェヌアキタナタフ（同国内にある丘に関する記事）
- タカヘ
- テルストラ
- テレコム・ニュージーランド

## な行
- ナンヨウネズミ
- ニュージーランド英語
- ニュージーランド銀行
- ニュージーランド航空
- ニュージーランド準備銀行
- ニュージーランド証券取引所
- ニュージーランドの国立公園一覧
- ニュージーランドの大学一覧
- ニュージーランドの鉄道
- ニュージーランドの野鳥一覧
- ニュージーランドフットボール
- ニュージーランド・ドル
- ニュージーランド・ポンド

## は行
- ハーストイーグル - かつて同国の南島に生息していた大型のワシ。絶滅種
- フォンテラ
- フクロウオウム

## ま行
- マオリ王
- 南島 (ニュージーランド) - 同国を構成する島の一部。読み方は「みなみじま」であるが稀に「なんとう」と読む場合がある
- メインランド - 同国のチーズブランド商品の一つ。種別はチェダーチーズである

## や行
- ヨコジマテリカッコウ（英語版） - 同国で見られる固有種の鳥

## ら行
- ラーナック城
- ライオンネイサン
- リン・モール
- ロジャーノミクス

## わ行
- ワイポウア森林保護区